# Dolok Merawan (plaats)
Dolok Merawan is een bestuurslaag in het regentschap Serdang Bedagai van de provincie Noord-Sumatra, Indonesië. Dolok Merawan telt 4651 inwoners (volkstelling 2010).